# Eun Heekyung
Eun Heekyung   (Gochang-gun, 1959) és una escriptora sud-coreana que
nasqué a Goxang, província de Jeollanam-do del Sud, Corea, al 1959. Es llicencià en literatura coreana per la Universitat Sookmyung i obtingué un màster de la mateixa especialitat a la Universitat Yonsei. Quan descobrí que els seus companys li llegien el diari, començà a entremesclar-hi històries inventades.
Anà a escola secundària a Seül, i entrà a la Universitat Sookmyung al 1977, en una època de molta activitat política. En aquesta època escrigué cinc contes i una novel·la curta. La novel·la es titulava Un duet i guanyà un Concurs de Literatura de Primavera.

## Obra
Un dels seus temes principals és la impossibilitat de la comunicació real entre les persones. També és feminista, encara que s'allunya de qualsevol tipus d'acostament teòric en la seua anàlisi de la condició humana i és recelosa de qualsevol ideologia.
Guanyà el Premi Munhakdongne de ficció per la novel·la El regal de l'au, que mostrava el món dels adults amb els ulls escèptics d'un narrador de dotze anys. Ha escrit deu llibres: sis col·leccions de relats curts i quatre novel·les. Secrets i mentides, publicada al 2005, és la història de tres generacions de dues famílies entrellaçades.
El regal de l'au és una novel·la que té lloc entre 1969 i 1995. Kang Jinhee, una dona de trenta-i-tants anys recorda la seua vida quan era una xiqueta de dotze anys. Al principi de la novel·la, declara: "Quan complí dotze anys, ja no vaig necessitar créixer més". Per poder fer front a la seua vida problemàtica aprén a desprendre's de les seues emocions. Afirma que les persones han d'observar-se des de la distància: adquireix una personalitat cínica i menyspreadora com a defensa.
Com el personatge de Jinhee, l'obra d'Eun Heekyung es caracteritza per aquests dos trets de cinisme i menyspreu. Independentment de la seua circumstància, els personatges que poblen les ficcions d'Eun s'observen a si mateixos i el món del voltant amb una mirada freda i implacable, ja que el seu únic mitjà de protecció és l'automenyspreu. Per a Eun, totes les ideologies són sospitoses i estan exposades al ridícul. Les famílies, l'amor romàntic, la racionalitat, el poder, el prestigi sense falles, tot cau sota la sospita d'Eun Heekyung.
Malgrat el seu desdeny i cinisme, irònicament bona part dels treballs d'Eun tracten sobre l'amor. Els seus personatges menyspreen tot el que els envolta i s'afanyen per pensar en les coses d'una manera freda i cínica, tot i que aquest capteniment naix del seu anhel de connexió. No és una coincidència que el seu primer recull de relats curts es diga Per parlar amb un desconegut. Per exemple, en "Guarda l'últim ball per a mi", que és una seqüela de Regal d'un ocell, Kang Jinhee, que té vora quaranta anys, sembla que menysprea l'amor, però acaba admetent el valor de l'amor veritable. En Lliga menor ridiculitza la cultura popular masculina i proposa un lloc per a aquells que no entren en aquest grup. L'atractiu de la seua obra rau en la seua manera de combinar l'humor amb un cinisme sofisticat i alhora feridor. Eun es burla de les interaccions quotidianes i dels convencionalismes; la seua obra se cimenta sobre un profund anhel d'autenticitat.
Ha guanyat molts premis, incloent el Premi Literari Dongseo al 1997, el Premi Literari Yi Sang el 1998, el Premi de Literatura Coreana el 2000, el Premi Literari Munhak Dongne el 1996, el Premi de Literatura Coreana de Ficció del 2000, el Premi Literari Hanguk Ilbo el 2002 i el Premi Literari Dong-in el 2007 per "La bellesa em menysprea". El 2012, la seua història "Descobriment de solitud" fou triada per LTI Korea com una de les tres històries curtes per ser tema de la competició d'assaigs de KLTI.

## Algunes obres en coreà
- Un duet, 1995
- El regal de l'au, 1996
- Per parlar amb un desconegut, 1997
- Guarda l'últim ball per a mi, 1998
- "Va ser un somni?", 1999
- La gent feliç no mira el rellotge, 1999
- Lliga menor, 2001
- Secrets i mentides, 2005
- "La bellesa em menysprea", 2007